# Щеглово (деревня, Ленинградская область)
Щегло́во (фин. Sieklova) — деревня в Щегловском сельском поселении Всеволожского района Ленинградской области.

## История
Первый владелец усадьбы достоверно неизвестен.
Существует версия, что первыми из известных владельцев мызы Малая Румполова, согласно переписи населения 1743—1747 годов, были Егор Иванович Пашков и его жена Марфа Васильевна Пашкова совместно с М. Ивановым. Однако Е. И. Пашков умер ещё в 1736 году, а М. Иванова во 2-й ревизии (переписи населения 1743—1747 годов) не значится.
По другой версии, в начале XVIII века, имение Малая Румполова, Пётр I пожаловал князю Сергею Михайловичу Голицыну, но и она не выдерживает критики, так как князь С. М. Голицын родился в 1774 году и хотя он был владельцем усадьбы, случилось это позднее, уже в XIX веке.
Согласно третьей версии, в 1740 году имение купили братья, прапорщики Андрей и Алексей Щегловы, они «…разбили парк на территории которого было 33 пруда, построили усадебный дом и дали имению другое имя — Щеглово». Однако, по переписи 1732 года Щеглов Алексей, секретарь Санкт-Петербургской гарнизонной канцелярии, уже владел в Шлиссельбургском уезде 24 душами. Согласно 2-й ревизии 1743—1747 годов, его сын Щеглов Андрей Алексеевич, прапорщик Копорского полка Санкт-Петербургского гарнизона, владел там же уже 27 душами. В 1747 году, согласно данным Ингерманландского межевания, мыза, принадлежала двум прапорщикам, отцу и сыну А. и А. Щегловым и называлась Малая Румпола. Смежной деревней Пасколево владел бригадир А. С. Исаков. По 3-й ревизии 1762 года, 27 душами владел только Щеглов Андрей, бывший поручик Невского полка.
Как Румполово мыза упоминается на карте Санкт-Петербургской губернии Я. Ф. Шмитда 1770 года.
В 1775 году барон Иван Юрьевич Фридрикс «округлил владения за счет земель мызы Малой Румполы». По данным межевания 1776 года «отписной части мызы Малой Румболовой барона Ивана Юрьевича Фридрикса» было 3268 десятин 987 саженей земли (из них 2589 десятин 1612 саженей удобной). После смерти И. Ю. Фредерикса в 1779 году, новым владельцем имения стал его сын Густав Иванович Фридрикс.
Деревня Щеглово возникла в 1760—1770-х годах и имела финское население. Как деревня Seglova она упоминается в регистрационных книгах Рябовского лютеранского прихода, начиная с 1779 года. Ранее, в церковных книгах 1745—1755 годов упоминалась только смежная с ней деревня Пасколево (фин. Paaskela).
В 1792 году деревня Щеглово появляется на карте окрестностей Санкт-Петербурга А. М. Вильбрехта, однако название Малая Румпола продолжает использоваться на картах и позднее.
Деревня Щеглова и смежная с ней деревня Пасколева упоминаются на «карте окружности Санкт-Петербурга» 1810 года, рядом с ними обозначен Стеклянный завод. В церковно-приходских книгах он отмечен как Щегловский завод (фин. Seglova-Fabrque), его население, тоже финское, начало регистрироваться с 1796 года.
В 1800—1810-х годах князь Ходжаминасов перевёл в деревню Щеглово часть крестьян из своего имения на Псковщине, а затем, в 1825 году, продал её вместе с крестьянами в собственность тайному советнику, князю Сергею Михайловичу Голицыну.
В 1821 году усадьбу Щеглово купил генерал от инфантерии А. Д. Балашов (Балашёв) для своего сына, подполковника Дмитрия Александровича Балашова.

ЩЕГЛОВА — деревня принадлежит подполковнику Дмитрию Балашову, жителей по ревизии 128 м. п., 142 ж. п. (1838 год)

В 1844 году деревня Щеглова насчитывала 20 дворов.
На этнографической карте Санкт-Петербургской губернии П. И. Кёппена 1849 года она обозначена как деревня «Seglowa», расположенная в ареале расселения савакотов. В пояснительном тексте к этнографической карте деревня названа Seglowa (Щеглова) и указано количество её жителей на 1848 год: савакотов — 30 м. п., 48 ж. п., финляндских карелов — 17 м. п., 11 ж. п., всего 106 человек.
Не позднее 1849 года владельцем «дачи мызы Малое Румболово (Щеглово) с деревней Малое Румболово, пашенной землей, покосами и угодьями», стал статский советник Роман Михайлович Михельсон. Всего же по утверждённому в 1849 году межеванию «бывшая мыза Малая Румболова, ныне Щеглова» насчитывала 4326 десятин 1139 саженей земли, из них удобной земли было 3900 десятин 1412 саженей.

ЩЕГЛОВА — деревня г. Михельсона, по просёлкам, 41 двор, 122 души м. п. (1856 год)

Число жителей деревни по X-ой ревизии 1857 года: 120 м. п., 141 ж. п..
С 1858 года, после его смерти, владелицей Щеглово (усадьбы с деревней) становится жена Вильгельмина Ивановна с дочерью Софией Амалией Романовной (Михельсон).
Согласно «Топографической карте частей Санкт-Петербургской и Выборгской губерний» в 1860 году деревня Щеглова при мызе помещика Михельсона насчитывала 41 крестьянский двор.
В 1862 году Щеглово числится во владении мужа Софии Михельсон, гвардии полковника Василия (Вильгельма) Самойловича де Вильер де л’Иля Адама (фр. Comte Jean-Marie-Matthieu-Philippe-Auguste Villiers de l’Isle Adam; граф де Вилье де Лиль-Адан) до начала 1870-х годов. При нём «покосы были запущены, а леса вырублены до тла».

ЩЕГЛОВСКОЕ (ЩЕГЛОВО) — село владельческое, при колодцах; 53 двора, жителей 125 м. п., 141 ж. п.; Церковь православная. (1862 год)

В 1863—1866 годах временнообязанные крестьяне деревни Щеглово выкупили свои земельные наделы у хозяина «В. С. Вильер-де-Лиль Адама» и стали собственниками земли.
В 1874 году имение приобрёл чиновник Министерства народного просвещения, действительный статский советник Александр Николаевич Власов. В 1876 году он умер, а год спустя его наследники продали имение барону М. Н. Медему.
Согласно подворной переписи 1882 года в деревне проживали 58 семей, число жителей: 160 м. п., 148 ж. п., лютеране: 41 м. п., 44 ж. п., разряд крестьян — собственники, а также пришлого населения 4 семьи, в них: 6 м. п., 6 ж. п., лютеране: 3 м. п., 3 ж. п..

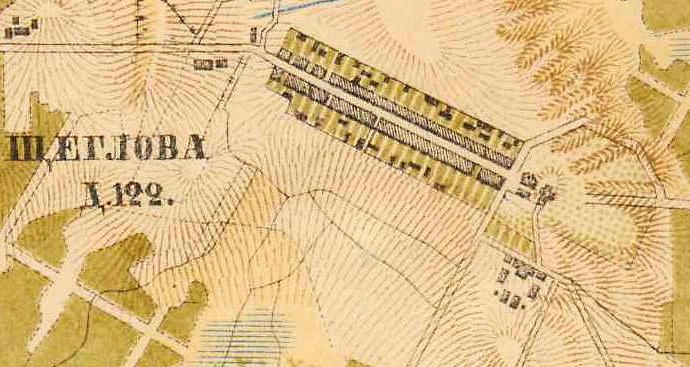
План деревни Щеглово. 1885 год

В 1885 году, согласно карте окрестностей Петербурга, деревня насчитывала 122 двора. Сборник Центрального статистического комитета за этот же год, описывал деревню так:

ЩЕГЛОВА — деревня бывшая владельческая Рябовской волости, дворов — 53, жителей — 264; Лавка. (1885 год).

ЩЕГЛОВО — деревня на земле Щегловского сельского общества при просёлочной дороге от мызы Щеглове к близлежащей линии Ириновской жел. дороги и при владельческой мызе Щеглове 34 двора, 170 м. п., 184 ж. п., всего 354 чел., смежны с владельческой усадьбой барона Михаила Николаевича Медема, православная часовня, школа, общественный хлебозапасный магазин Щегловского сельского общества, 3 мелочные лавки.

ЩЕГЛОВО — мыза, при линии Ириновской и Шлиссельбургской жел. дорог 8 дворов, 23 м. п., 25 ж. п., всего 48 чел., смежна с селом Щеглово, имеются 4 станции Ириновской-Шлиссельбургской жел. дороги (Мельничный ручей, Щеглово, Каменка, Чёрная речка), кирпичный завод, молочная ферма. (1896 год)

В 1896 году в одной версте к югу от деревни открылась станция Щеглово, Ириновско-Шлиссельбургской узкоколейной железной дороги.
В 1898 году в селе Щеглово при второклассной церковно-приходской школе была освящена деревянная церковь Троицы Живоначальной. На колокольне было шесть колоколов. Церковь с колокольней были соединены коридором с церковным домом. Имелась своя баня, сторожка, хлев, сарай для дров и ледник. Священником служил Павел Евгеньевич Троицкий. Церковной земли — 0,75 десятины.
В конце XIX века усадьба была кардинально переустроена новыми владельцами — баронами Медем: тайным советником Михаилом Николаевичем, затем его женой баронессой Екатериной Карловной и последним владельцем Щеглова — их сыном, камер-юнкером Михаилом Михайловичем Медемом, родившимся здесь же, в усадьбе Щеглово 10.09.1881. В 1900 году, согласно «Памятной книжке Санкт-Петербургской губернии», мыза Щеглово площадью 3978 десятин, принадлежала барону Михаилу Николаевичу Медему. В конце XIX — начале XX века деревня административно относилась к Рябовской волости 2-го стана Шлиссельбургского уезда Санкт-Петербургской губернии. Население деревни было смешанным русско-финским.
В 1905 году мыза Щеглово с 2882 десятинами и 1942 квадратными саженями земли, принадлежала баронессе Екатерине Карловне Медем.
В 1909 году в деревне было 55 дворов.
В 1914 году в Щегловской церковно-приходской школе преподавали: законоучитель Александр Иванович Быстров (был утверждён епархией в 1911 году), учителя Л. Киршина, З. Каблукова и учительница рукоделия К. А. Александрова. В 1916 году в Щегловской церковно-приходской школе преподавали: законоучитель А. И. Быстров, старшая учительница Мария Михайловна Вишнякова, учительница рукоделия Мария Георгиевна Кан, учительницы Анастасия Тимофеевна Веселова и Мария Васильевна Фризе.
В 1918 году был образован совхоз «Щеглово», и Щегловский сельский Совет рабочих, крестьянских и красноармейских депутатов с центром в деревне Щеглово. Он входил в состав Рябовской волости Шлиссельбургского уезда Петроградской губернии. По данным Рябовского продовольственного комитета на начало 1918 года в «Щегловском районе», куда входили деревни Щеглово, Чёрная Речка и Каменка, проживали 729 человек.
По сведениям Рябовского волостного совета в декабре 1921 года в деревне Щеглово насчитывался 471 житель.
В 1920-е годы, после организации совхоза, южнее и смежно с селом, возник одноимённый посёлок.
В 1924 году была организована добровольная пожарная дружина, в деревне Щеглово работала начальная школа, была проведена электрификация окрестных деревень и создано мелиоративное товарищество. В конце 1924 года в деревне числилось 51 мужского и 62 женского пола, всего 113 прихожан Рябовской лютеранской церкви.
В 1925 году к Щегловскому сельсовету относились следующие населенные пункты, деревни: Щеглово, Плинтовка, Минолово (современное Минулово), Пасека (ныне упразднена), Каменка и Чёрная Речка (ныне упразднена, слилась с Каменкой).
В деревне Щеглово находилась небольшая (26 человек по данным 1926 года) колония российских немцев.
Согласно переписи населения СССР 1926 года:

ЩЕГЛОВО — село Щегловского сельсовета Ленинской волости Ленинградского уезда, 120 хозяйств, 515 душ.

Из них: русских — 101 хозяйство, 396 душ; ингерманландцев — 13 хозяйств, 97 душ; суоми — 1 хозяйство, 1 душа; эстов — 1 хозяйство, 2 души; поляков — 3 хозяйства, 12 душ; латышей — 1 хозяйство, 7 душ. (1926 год)

Село Щеглово являлась административным центром Щегловского сельсовета, по данным переписи населения 1926 года в него входили: совхоз «Алюмино», государственная торфоразработка Блудное, дома при ж.д. станции Мельничный Ручей, хутора Мельничный Ручей, деревни Миналово, Пасека и Плинтовка, кирпичный завод «Рабочий», деревня Чёрная Речка, село Щеглово, платформа Щеглово, совхоз Щеглово.
В 1927 году Щегловский сельсовет объединял 6 деревень с населением 1258 человек. На территории сельсовета работали: кирпичный завод и торфоразработки «Блудное», а также 4 школы: 2 — русские и 2 — финские.
В 1930 году при сельсовете находились следующие организации: совхоз «Щеглово», Потребкооперация, Овощекартофельное товарищество, Красный уголок и две пожарные команды.

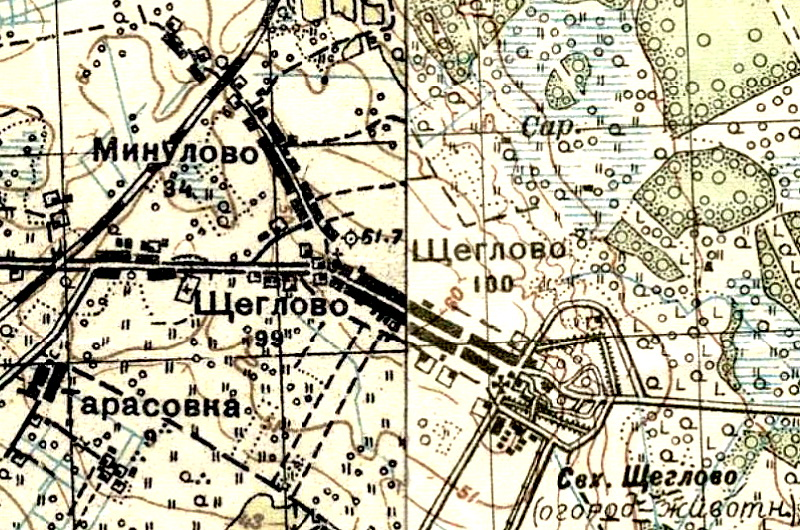
Деревня Щеглово и посёлок совхоза Щеглово на карте 1931 года

Согласно топографической карте РККА 1931 года деревня насчитывала 99 дворов, в центре деревни находилась часовня, а на восточной окраине — церковь. С 1931 по 1934 год было уложено каменное покрытие на Рябовском шоссе и от Рябовского шоссе до деревни Щеглово. В 1933 году Щегловский сельсовет Ленинградского Пригородного района объединял 416 хозяйств, из них колхозников — 6, единоличников — 170, зажиточных и кулацких — 10 хозяйств. По административным данным того же года, Щегловский сельсовет состоял из деревень: Чёрная Речка, Щеглово, Каменка, Малая Романовка, Миналово, Пасека и Плинтовка. Общая численность населения сельсовета составляла 3580 человек. С 1931 по 1934 год последним священнослужителем в щегловской церкви Троицы Живоначальной был протоиерей Иван Фёдорович Горемыкин. Церковь была закрыта 20 мая 1934 года. 10 августа 1934 года в результате укрупнения Щегловский сельсовет был присоединён к Романовскому финскому национальному сельсовету.
Согласно переписи населения СССР 1939 года:

ЩЕГЛОВО — деревня Романовского сельсовета Всеволожского района, 529 чел. (1939 год)

14 апреля 1939 года Щегловский сельсовет был образован вновь с центром в Щеглове за счёт деревень: Щеглово, Каменка, Плинтовка, Минолово, Чёрная Речка, Корнево (ныне упразднена, слилась с Романовкой), Большая Романовка, Малая Романовка, Углово, Бабино (ныне упразднена), Волчьи Горы (ныне упразднена), Губки (ныне упразднена, слилась с Романовкой) и Щегловских торфопредприятий.
В 1940 году деревня насчитывала 83 двора.
В 1942 году щегловский православный храм Троицы Живоначальной был взорван.
В 1944 году Щегловский сельсовет объединял населённые пункты: деревни Плинтовка, Романовка, Минолово, Корнево, Углово, Бабино, посёлок при станции Кирпичный завод и Торфоразработки «Блудное». Работали колхозы: «Трактор», «Корнево», «Пуна Тяхти» («Красная звезда»), «Муррос» («Перелом»), «2-я Пятилетка» и совхоз «Щеглово».
В 1958 году население деревни составляло 448 человек.
По данным 1966 и 1973 годов деревня Щеглово являлась административным центром Щегловского сельсовета. В Щегловском сельсовете работали 2 совхоза: «Щеглово» и «Романовка», 2 амбулатории и фельдшерский пункт в деревне Каменка.
Решением облисполкома № 189 от 16 мая 1988 года, расположенная в деревне Щеглово братская могила ленинградцев, погибших при эвакуации, признана памятником истории.
По данным 1990 года в деревне Щеглово проживал 231 человек. Деревня являлась административным центром Щегловского сельсовета в который входили 14 населённых пунктов: деревни Каменка, Корнево, Кяселево, Малая Романовка, Минулово, Плинтовка, Пугарево, Романовка, Углово, Щеглово; посёлки Углово, Шестой Километр, Щеглово (торфопредприятие); посёлки при станции Кирпичный Завод, Корнево; местечко Углово, общей численностью населения 9785 человек.
В 1997 году в деревне проживали 142 человека, в 2002 году — 180 человек (русские — 92%), в 2007 году — 140. Согласно Всероссийской переписи населения 2010 года в деревне Щеглово проживали 304 человека.

## География
Деревня расположена в центральной части района на автодороге 41К-070 (Магнитная станция — Посёлок имени Морозова).
Расстояние до административного центра поселения — 0,5 км.
Расстояние до районного центра — 7 км.
Расстояние до ближайшей железнодорожной платформы Щеглово — 1,5 км.

## Демография
| 1862 | 2007 | 2010 | 2012 | 2017 |
| ---- | ---- | ---- | ---- | ---- |
| 266  | ↘140 | ↗304 | ↘166 | ↗170 |

Изменение численности населения деревни за период с 1838 по 2021 год:

### Национальный состав
Согласно данным Всероссийской переписи населения 2021 года в деревне проживали 307 человек, из них:
 русские — 282, таджики — 14, белорусы — 2, украинцы — 2 человека, остальные национальность не указали.

## Инфраструктура
По состоянию на 2015 год в деревне было 113 частных домов.
По состоянию на 2019 год деревня состояла из 116 частных домов, из них газифицированы 71.
В 2021 году количественных изменений не произошло.

## Достопримечательности
Парк бывшей усадьбы барона Медема «Щеглово», является учётным памятником архитектуры садово-паркового искусства конца XVII—XIX веков (Акт постановки на учёт № 4.6 от 25.04.1991 г.).
В списке ценных природных объектов, подлежащих охране во Всеволожском районе, утверждённом решением Всеволожского городского Совета народных депутатов от 8 апреля 1993 года, за № 21 значится усадьба Медем «Щеглово» (26 га, д. Щеглово).

## Улицы
Молодёжная, Рябиновая.